# Mount Collie
Mount Collie är ett berg i Kanada.   Det ligger i provinsen British Columbia, i den centrala delen av landet, 3 000 km väster om huvudstaden Ottawa. Toppen på Mount Collie är 3 143 meter över havet, eller 490 meter över den omgivande terrängen. Bredden vid basen är 14,0 km.
Terrängen runt Mount Collie är kuperad åt nordost, men åt sydväst är den bergig.Trakten runt Mount Collie är nära nog obefolkad, med mindre än två invånare per kvadratkilometer.. Det finns inga samhällen i närheten. 
Trakten runt Mount Collie är permanent täckt av is och snö.